# Linterna volante
Una linterna voladora o linterna volante, conocida también como linterna china, linterna del deseo, farolillo chino, globo de Cantolla o globo de papel seda, es una linterna de papel aérea originaria de china, que ha adquirido popularidad en Occidente. Está hecha con papel de arroz y con un armazón elaborado con bambú o con metal. En el interior de la linterna volante hay una base de parafina que es encendida para que la llama caliente el aire dentro de la linterna, y este sirva de gas de elevación; disminuyendo así la densidad y causando que la linterna se eleve al cielo. La linterna volante se mantendrá en el aire mientras siga viva la llama.

## Historia

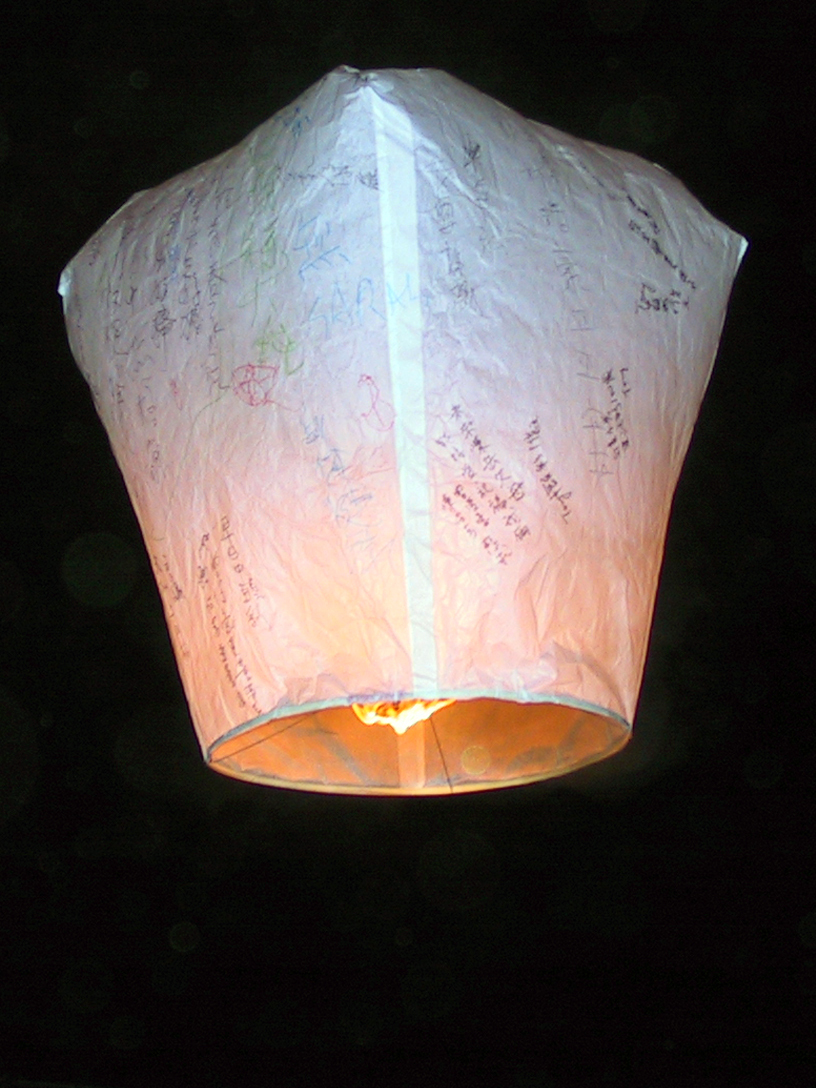
Una linterna de Kongming moderna

La linterna volante se origina de la linterna de Kong Ming, precursora del globo aerostático, era conocida en China desde la Antigüedad. Su invención se atribuye al general Zhuge Liang, y fueron usadas para asustar a las tropas enemigas.

## Uso
Se cree que con el lanzamiento de linternas volantes se atrae la buena suerte y la prosperidad. La linterna volante es empleada en diversos festivales asiáticos como el Festival de la Luna y el Festival de las Linternas, ambos celebrados por chinos y taiwaneses. 
La linterna volante es además usada en eventos especiales como bodas, actos de graduación y durante la Nochevieja.

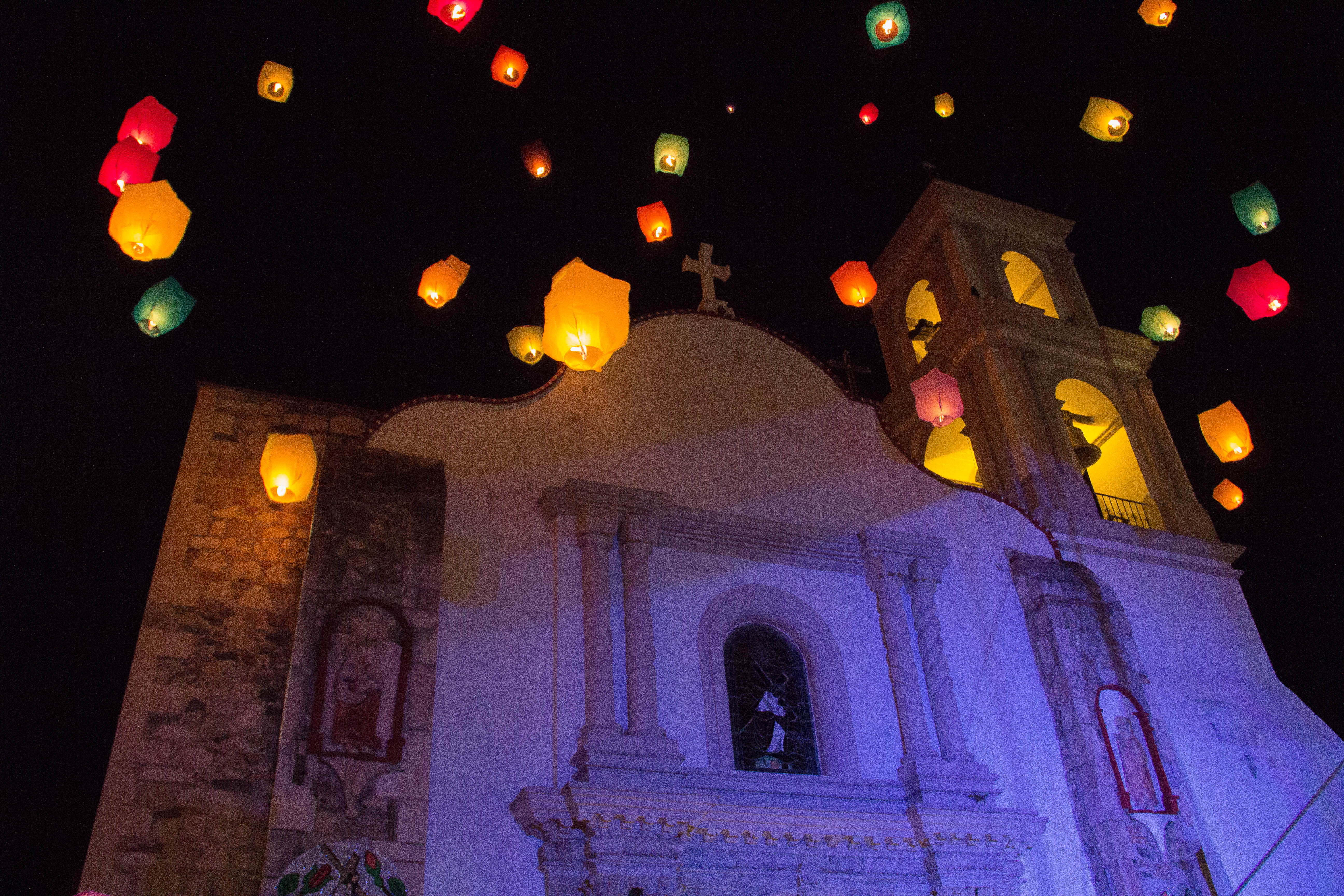
Farolillos voladores o linternas en Almoloya de Alquisiras, Estado de Hidalgo, México.

En Tailandia, la linterna volante (khom loi, linterna flotante) se utilizan estas linternas todo el año como parte de sus celebraciones espirituales así como para ocasiones especiales, un festival en particular, el festival Loy Krathong o el Festival Yi Peng en el cual, parejas y gente querida se reúnen en los ríos y hacen flotar estos arreglos hechos a mano llamados kratong. Luego los dejan ir al mismo tiempo, llamándole a esta acción 'Khoom Loy'. Esto toma lugar generalmente cuando hay luna llena en el duodécimo mes lunar del calendario budista, normalmente en el mes de noviembre.
Es considerado de buena suerte el soltar un kratong y lhoom loy, pues los tailandeses, especialmente los budistas, creen que son símbolos de que los problemas y preocupaciones se irán flotando. Es tradición el ofrecer las linternas a los Templos y monjes, pues los donantes creen que a cambio recibirán iluminación. En lo que se refiere a la flama de la linterna, se dice que simboliza sabiduría. La luz de la linterna les indica el camino.

## Peligros
Existen en el mercado diferentes tipos de linternas voladoras, las cuales tienen una gran diferencia en calidad y seguridad.
La linterna voladora de mala calidad (genérica) se caracteriza por utilizar un cubo de cera de color blanco o transparente. Dicho cubo es el que se enciende para hacer volar la linterna. El problema con este material de cera se debe a que usualmente tarda mucho en encenderse, puede desprender cera líquida y debido a que es una cera esta puede seguir encendida por más tiempo del debido propiciando caer encendido al suelo. Usualmente las linternas de mala calidad (genérica) no trae el papel de arroz impregnado con retardante al fuego, posee un alambre que contamina y tiene un papel con poco grosor haciéndolo más vulnerable a la humedad y a romperse con facilidad. 
Para identificar una linterna voladora de mala calidad basta con identificar el cubo de cera blanco, la presencia de un alambre contiguo a la cera, presencia de un papel con un tono muy claro, un manual de instrucciones impreso en una simple hoja de papel A4 sin colores, un empaque plástico que tiene un sonido característico y el precio está muy por debajo del promedio del mercado.
La llama de la linterna voladora de mala calidad puede causar un incendio cuando aterriza sobre un material inflamable; así como quemaduras graves en las personas que manipulan las linternas. La linterna voladora estaría también relacionada con fallas del servicio eléctrico debido a que posee un alambre que sirve de conductor. Como resultado, se ha prohibido en varios países, como Chile y Venezuela (Caracas), la venta de la linterna voladora. Las instrucciones de uso de la linterna indican que ésta debe ser encendida sólo en lugares abiertos, sin obstáculos (tales como cables de luz, árboles o edificios), y que debe ser manipulada por adultos.
Por otro lado, existen en el mercado linternas voladoras de excelente calidad que a diferencia de las genéricas (mala calidad) poseen materiales biodegradables y una garantía de fábrica que las hacen más seguras. Para identificar una linterna de calidad basta con observar un manual de instrucciones elaborado en color con un tamaño que cubra la totalidad del paquete. A diferencia de las genéricas, estas utilizan papel manila extrafuerte que no contamina y no se rompe. Tampoco posee peligrosos cubos de cera que en el caso de las linternas de  excelente calidad son reemplazadas por un cartón de encendido de color negro que se apaga al llegar en el aire al punto de vuelo máximo impidiendo caer encendido al suelo. Aún más importante, una linterna voladora de excelente calidad garantiza que su papel sea más grueso y viene impregnado desde fábrica con un retardante al fuego.
Para evaluar la presencia de retardante al fuego en el papel, se puede optar por intentar encender el papel de una linterna genérica y una de excelente calidad. En el caso de la linterna genérica el papel será consumido en su totalidad, mientras que la linterna de calidad únicamente obtendrá ponerse el papel negro y en algunos casos un pequeño hoyo pero el fuego no se extenderá nunca.